# Tersina viridis
O saí-andorinha (Tersina viridis) é uma ave passeriforme da família Thraupidae.

## Características
O saí-andorinha mede aproximadamente 14 cm de comprimento e pesa, em média, 30 gramas. Apresenta acentuado dimorfismo sexual: o macho é azul-claro brilhante, com máscara e garganta negras e ventre branco; a fêmea e o imaturo são esverdeados, com máscara cinzenta e um tom mais amarelado nas partes inferiores. A plumagem do macho adulto é adquirida somente após três ou quatro anos. A íris dos indivíduos adultos, em ambos os sexos, é vermelha.

## Distribuição e habitat

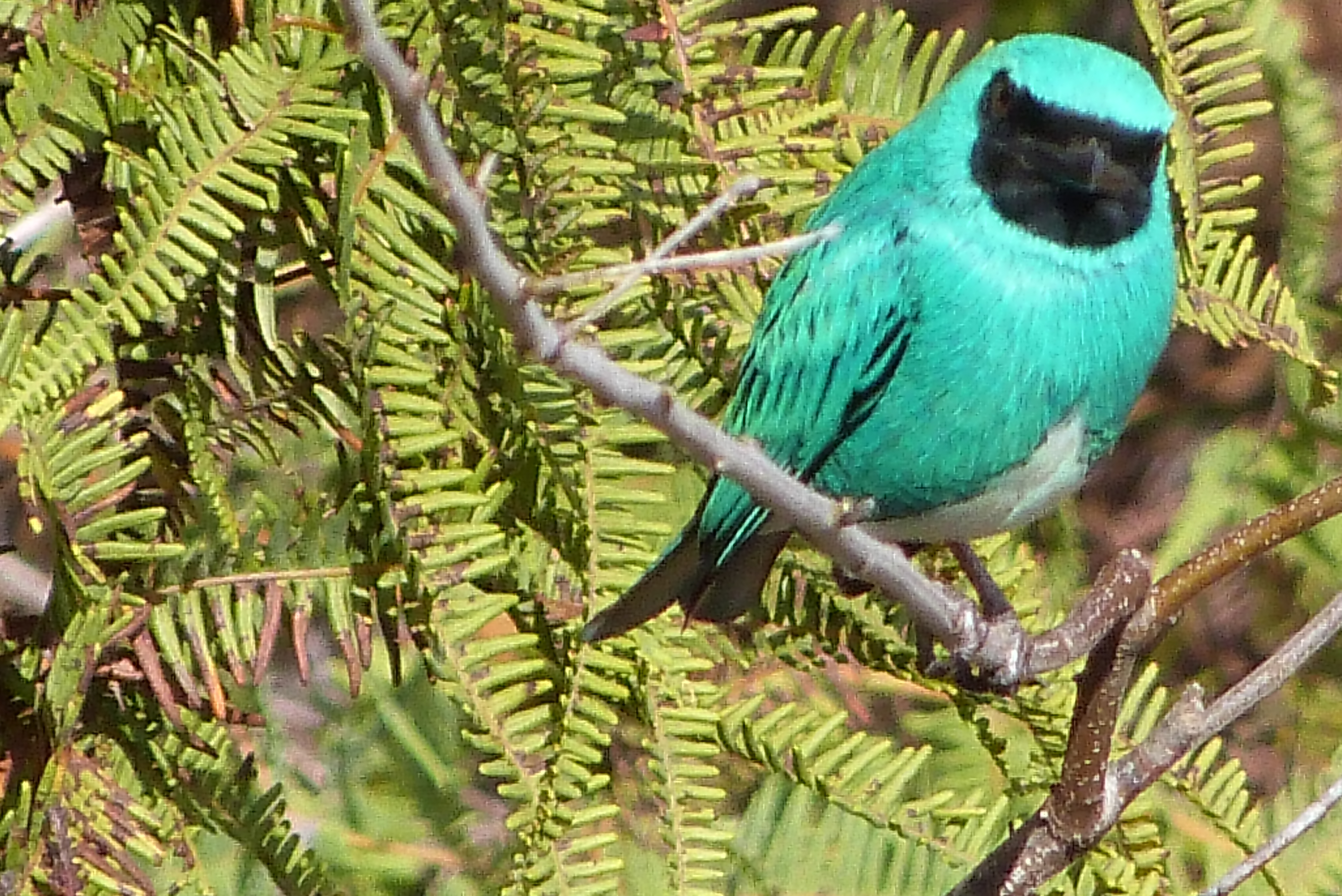
Espécime na natureza

Vive em bordas de mata e em mata de galeria, no topo das árvores. Ocorre do Panamá até o nordeste da Argentina. No Brasil, é encontrado do sul do Amazonas, Pará e Maranhão, Distrito Federal até o Rio Grande do Sul.

## Reprodução
A fêmea escava galerias em barrancos na construção de ninhos e incuba os ovos enquanto o macho protege o ninho de invasores.

## Hábitos
Vivem em bandos na maior parte do ano, nos quais podem ser vistas outras espécies de saís.